# Big Bell
Big Bell är en gruva i Australien. Den ligger i kommunen Cue och delstaten Western Australia, omkring 540 kilometer norr om delstatshuvudstaden Perth.
Trakten runt Big Bell är nära nog obefolkad, med mindre än två invånare per kvadratkilometer..
Omgivningarna runt Big Bell är i huvudsak ett öppet busklandskap. Genomsnittlig årsnederbörd är 281 millimeter. Den regnigaste månaden är januari, med i genomsnitt 73 mm nederbörd, och den torraste är augusti, med 3 mm nederbörd.